# Alcatel
Alcatel SA (произносится Алькатэль) — бывшая французская компания, один из лидеров мирового рынка телекоммуникационного оборудования. Штаб-квартира находилась в Париже.
Основана в 1898 году в Эльзасе французским инженером Пьером Азария и Полем Бизе как Compagnie Générale d’Electricité (CGE).
В апреле 2006 года Alcatel объявила о предстоящем слиянии со своим крупным конкурентом — американской компанией Lucent Technologies; слияние произошло 1 декабря 2006 года, объединённая компания получила название Alcatel-Lucent.

## История
Компания была основана в 1898 году под названием Compagnie Générale d’Electricité (CGE, «Генеральная электрическая компания»); она была образована в результате слияния двух электрогенерируюших компаний с производителем электрических ламп. В первые десятилетия XX века CGE поглотила ещё несколько компаний, расширив сферу интересов в строительство электростанций и производство кабелей. В 1920-х годах было создано совместное предприятие с Thomson-Brandt, названное Cie des Lampes (оно выпускало электрические лампы). После Второй мировой войны электростанции были национализированы, но остальные активы CGE остались в частных руках.
В послевоенные годы CGE расширила деятельность в производство бытовой техники, телефонов, промышленной электроники и другого оборудования; к концу 1950-х годов CGE стала конгломератом с более, чем 200 дочерних структур. В 1966 году была поглощена компания по строительству промышленных предприятий Société Générale d’Entreprises. В конце 1960-х годов по настоянию французского правительства у Thomson-Brandt было приобретено подразделение электрогенерирующего оборудования Alsthom, а взамен было отдано подразделение бытовой техники.
В 1970 году CGE купила компанию Alcatel; она была основана в 1879 году и занималась разработкой и производством телекоммуникационного оборудования. После объединения с собственным телекоммуникационным подразделением получилась дочерняя компания CIT Alcatel. В 1976 году CGE поглотила судостроительную компанию Chantiers de l’Atlantique. В 1982 году правительство Франсуа Миттерана национализировало CGE. В 1983 году под контроль CGE было переведено подразделение телекоммуникационного оборудования компании Thomson, что сделало CGE пятым крупнейшим в мире производителем телефонов. В 1986 году по инициативе премьер-министра Жака Ширака CGE была приватизирована, что принесло в казну 1,9 млрд долларов. В том же 1986 году у ITT Corporation было куплено европейское телекоммуникационное подразделение; оно было объединено с CIT Alcatel в зарегистрированную в Нидерландах компанию Alcatel N.V., которая стала вторым крупнейшим в мире производителем телекоммуникационного оборудования. В 1989 году также в Нидерландах была зарегистрирована компания GEC Alsthom N.V., совместное предприятие CGE и британской General Electric Company с интересами в энергетике и скоростных поездах. В начале 1991 года CGE была переименована в Alcatel Alsthom Compagnie Générale d’Electricité (сокращённо Alcatel Alsthom). Для расширения присутствия в США в 1991 году было куплено подразделение телефонии Rockwell International за 625 млн долларов. Также в 1991 году Alcatel первой в Европе начала тестирование своей сети сотовой связи. В июне 1995 года Пьер Сюар, возглавлявший компанию с 1986 года, был отправлен в отставку и осуждён за мошенничество и взяточничество (позже он был оправдан). Его сменил Серж Чурук, до этого возглавлявший Total. 1995 год компания закончила с убытком 25 млрд франков, рекордным для всех французских компаний.
В 1998 году компания была переименована в Alcatel, к этому времени были проданы доля в GEC Alsthom и большинство других активов, не связанных с телекоммуникационным оборудованием. К 2000 году было потрачено 16 млрд долларов на покупку целого ряда компаний, преимущественно в США и Канаде, включая DSC Communications за 4 млрд и Newbridge Networks за 7 млрд. В 2002 году в КНР было создано совместное предприятие Alcatel Shanghai Bell.

Логотип Alcatel, который использует китайская компания TCL Communication Technology с 2016 года

В 2004 году отделение Alcatel по выпуску мобильных телефонов и аналогичное отделение китайской компании TCL создали совместное предприятие TCL & Alcatel Mobile Phones Limited (TAMP). 55 % акций в этом предприятии имела TCL, 45 % — Alcatel. Все заводы по производству телефонов Alcatel были перемещены в Китай. В 2005 году TCL выкупила у Alcatel оставшиеся акции совместного предприятия и заключила лицензионное соглашение сроком на 10 лет. Предприятие TAMP было переименовано в TCT Mobile.
В ноябре 2006 года было завершено слияние Alcatel и Lucent; перед этим Alcatel продала оборонной группе Thales своё аэрокосмическое подразделение Alcatel Space.

## Деятельность
Alcatel работала более чем в 130 странах мира, оказывая комплекс услуг в части поставки оборудования и программных продуктов для телекоммуникаций. Деятельность компании осуществлялась в трёх основных сегментах через три бизнес-группы компании: Fixed Communications Group (фиксированные системы связи), Mobile Communication Group (мобильные системы связи) и Private Communication Group (корпоративные системы связи). С точки зрения потребителя компания Alcatel наиболее широко известна своими аппаратами сотовой связи, получившими широкое распространение по всему миру.
Помимо этого, в состав компании входило подразделение, занимающееся разработкой и производством систем сигнализации и управления движением для железных дорог.
Ещё одним значимым подразделением Alcatel являлось Alcatel Space (имело завод в Каннах), занимавшееся разработкой и производством геостационарных и низкоорбитальных искусственных спутников Земли.
Численность персонала на 2005 год — 55,7 тыс. человек, выручка компании составила 13,1 млрд евро. Основными рынками для компании были Западная Европа (41 % выручки), Азия (15 %) и Северная Америка (14 %).